# Liste der Monuments historiques in Bouligneux
Die Liste der Monuments historiques in Bouligneux führt die Monuments historiques in der französischen Gemeinde Bouligneux auf.

## Liste der Bauwerke
| Bezeichnung      | Beschreibung | Standort | Kennzeichnung | Schutzstatus | Datum | Bild           |
| ---------------- | ------------ | -------- | ------------- | ------------ | ----- | -------------- |
| Schloss          |              | (Lage)   | PA00116316    | Inscrit      | 1926  | weitere Bilder |
| Kirche St-Marcel |              | (Lage)   | PA00116317    | Inscrit      | 2008  | weitere Bilder |

## Liste der Objekte
- Monuments historiques (Objekte) in Bouligneux in der Base Palissy des französischen Kultusministeriums